# テスピス

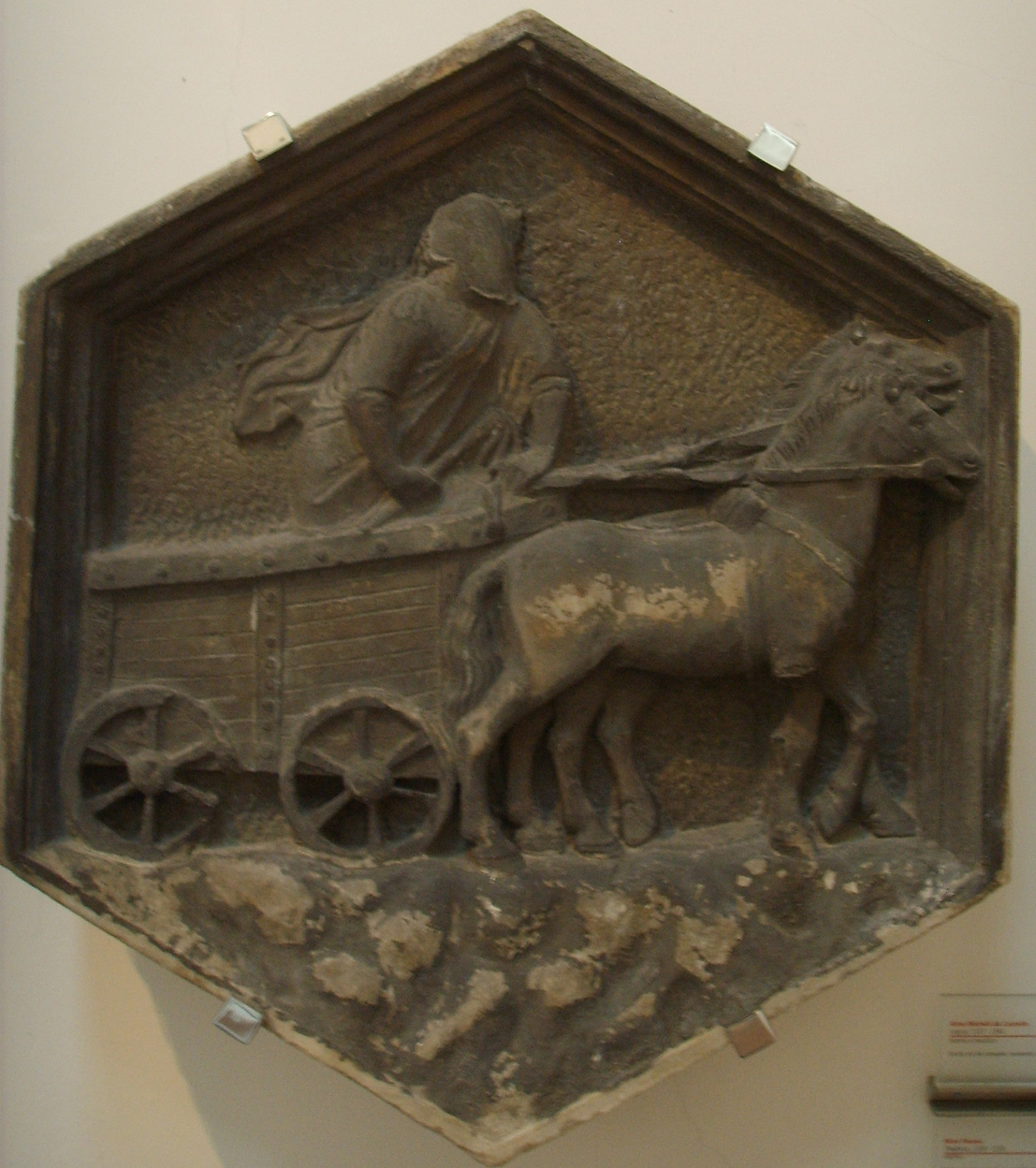
ニーノ・ピサーノ（:en:Nino Pisano）作のレリーフ『テスピスの馬車』（1334年 - 1336年）イタリア、フィレンツェ、ジョットの鐘楼

イカリアのテスピス（古代ギリシア語:  Θέσπις, Thespis of Icaria）（イカリアは現在のディオニソス en:Dionysos, Greece）は、劇（ギリシア悲劇）の俳優として舞台に立った最初の人物と言われている。しかし本当にそうだったかは疑わしく、諸説がある。ある文献では、コロスとは別に最初に俳優を導入した人物だと言われている。

## 概要

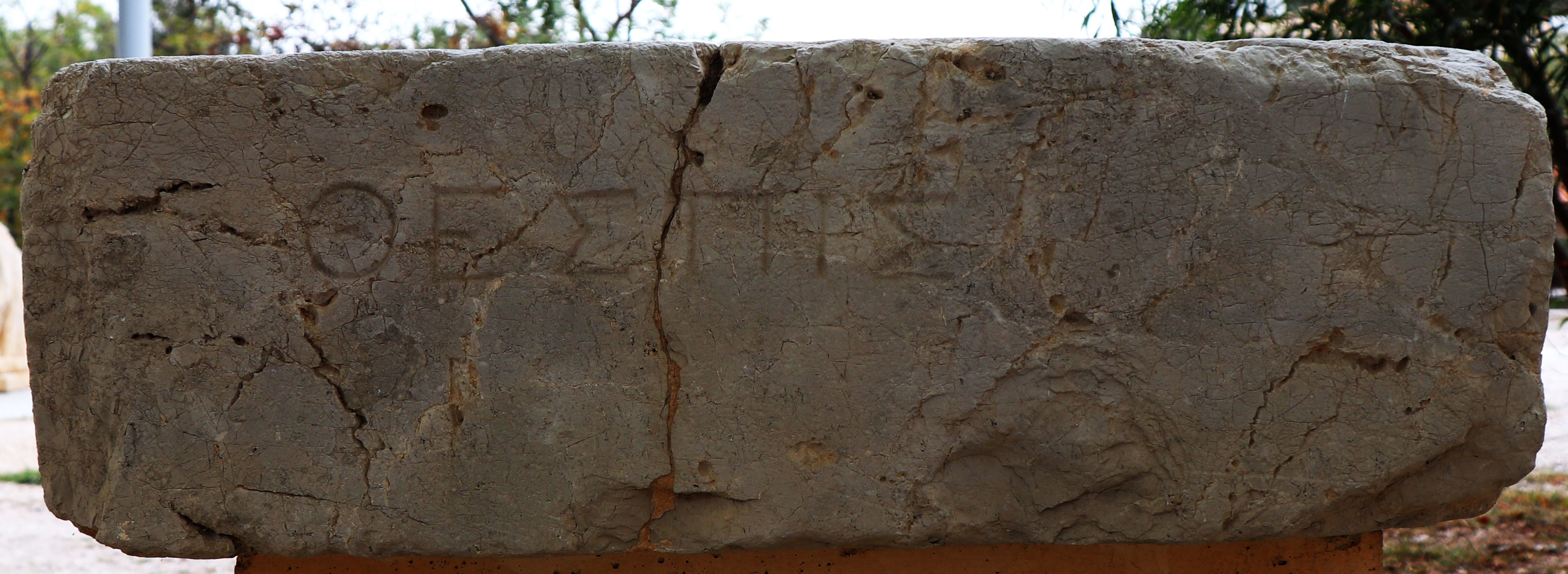
ディオニューソス劇場に存在したテスピス像の土台部分（紀元前2世紀）。
「テスピス（ΘΕΣΠΙΣ）」の文字が刻まれている。

テスピスの時代の2世紀後のアリストテレスによると、テスピスはディテュランボス（反復句を伴う神話を扱った歌）の歌手ということになっている。おそらく、物語の中で、1人の歌手もしくは俳優が、異なる仮面をつけることでそれぞれの役を区別した個々の登場人物の歌詞（台詞）を歌う（演じる）という新しいスタイルを導入したのがテスピスだった。
この新しいスタイルは悲劇と呼ばれ、テスピスはその中で最も人気のある代表的人物だった。紀元前534年にアテナイのディオニューソス祭で行われた悲劇の競技会では、テスピスが優勝し、記録に最初に名前を残した。
これはテスピスが西洋世界で芝居を発明し、それ以前に、ストーリーテリングを目的とした登場人物らしき役を演じた者はいなかった、ということを意味している。実際、テスピスは「書かれた」劇の最初の名前を知られた俳優だった。このように、テスピスは物語が語られる方法を変えた際に、そして現代我々が劇場と呼ばれるものが発明された際に、重要な役を果たしたのかも知れない。
とはいえ、テスピスやギリシア演劇の起源についての具体的な情報は非常に少なく、上記の内容も史実というより伝説かも知れないことは、力説しておかなければなるまい。

## 影響
テスピスに敬意を表して、西洋史の中で、俳優はthespiansと呼ばれ続けてきた。
演劇にまつわる神話（または迷信）の中で、テスピスはいたずら好きの聖霊とされている。芝居がうまくいかなかった時、テスピスが霊的な邪魔をしたと責任を負わす。多くの迷信と同じく、この迷信もユーモラスなものから深刻なものまで場合によって幅があり、テスピスを招き、あるいは退けるのに必要なさまざまな呪文や儀式がある。
アメリカのTVシリーズ『スポーツ・ナイト』のある回は「テスピス」というタイトルだった。その中で、テスピスが最初に俳優になったのは11月23日で、上に書いたようにいたずら好きの聖霊になったことが言及された。
韓国の俳優であるイ・ボムスが代表を務める芸能事務所「テスピス・エンターテインメント」は、本項のテスピスにちなんで命名された。テスピス・エンターテインメントは2017年にドリームE&Mと合併し、「セルトリオン・エンターテイメント」に改称した。

## 図書案内（伝記）
- Buckham, Philip Wentworth, "Theatre of the Greeks", 1827.
- en:Theodor Gaster, "Thespis: Ritual, Myth, and Drama in the Ancient Near East", Henry Schuman Publishing, New York, 1950. ISBN 0877521883.